# Martine Campi
Martine Campi (Mirande, 24 agosto 1962) è un'ex cestista francese.

## Carriera
Con la Francia ha disputato quattro edizioni dei Campionati europei (1985, 1987, 1989, 1993).